# Кокцидіоідомікоз
Кокцидіоідомікоз (англ. coccidioidomycosis; також Кокці, Гарячка Валлі, Каліфорнійська гарячка, Сан-Гоакін Валлі гарячка, Пустельний ревматизм; англ. cocci, Valley fever, California fever, San Joaquin Valley fever, desert rheumatism) — грибкове захворювання ссавців.
Дисемінований кокцидіоідомікоз може виникнути у здорової людини, але ризик значно вищий у осіб зі зміненим клітинним імунітетом внаслідок захворювання (наприклад, ВІЛ-інфекція, лімфома тощо), лікування (зокрема, терапія кортикостероїдами) або вагітність. Крім того, ризик дисемінації або прогресування ураження легень є вищим у певних групах (як от у тих, хто має геномне походження з Океанії чи Африки).

## Історичні факти
Вперше описано випадок кокцидіоідомікозу з переважно шкірними проявами в 1892 році в Південній Америці в аргентинського солдата. У Сполучених Штатах Америки у 1894 році в Каліфорнії вперше було зареєстровано пацієнта з дисемінованим кокцидіоідомікозом.

## Етіологія
Збудниками є спороутворюючі види Coccidioides immitis і C. posadasii. Вони морфологічно ідентичні, але генетично та епідеміологічно різні. C. posadasii був ідентифікований як окремий вид, відмінний від C. immitis, у 2002 році після філогенетичного аналізу. Відзначено кілька імунологічних відмінностей між цими двома видами Coccidioides, і вважається, що прояви хвороби, спричинені будь-яким цим мікроорганізмом ідентичні. Однак ця гіпотеза не була офіційно перевірена.

## Епідеміологічні особливості
Кокцидіоідомікоз зазвичай передається шляхом вдихання спор C. immitis або C. posadasii. Зараження відбувається в ендемічних районах і найчастіше людина заражається влітку або пізньої осені під час прогулянок на природі.
Ті, хто подорожує до ендемічних районів, ризикують заразитися цією хворобою, яка може стати клінічно помітною лише після повернення додому. Крім того, інфекція може бути отримана за межами ендемічних районів через транспортування зараженого матеріалу. Діагноз часто встановлюється із запізненням у неендемічних районах, оскільки кокцидіоідна інфекція спочатку не враховується в диференціальній діагностиці.
Інтерес до кокцидіоідомікозу виник через масову міграцію до ендемічних зон у США. Райони, які колись були малонаселені, тепер є великими містами, що збільшує ризик захворювання на населення.
Південно-західні зони пустелі розташовані в районах західної півкулі від 40° північної широти до 40° південної широти. Ендемічними районами для Coccidioides у Сполучених Штатах є Аризона, південна частина центральної Каліфорнії (долина Сан-Гоакін), Невада, Нью-Мексико, деякі частини Юти та західна половина Техасу.
У рідкісних випадках пряма інокуляція Coccidioides (наприклад, із заражених проникаючих предметів) спричинює первинний шкірний кокцидіоідомікоз із лімфатичним поширенням на регіонарні лімфатичні вузли. Ці випадки проходять без лікування. Виявлено передачу через укус кота. Це сталося з асистентом ветеринара, якого вкусив за руку кіт, у якого пізніше діагностували дисеміноване захворювання.

## Патогенез
Переважна більшість випадків є результатом повітряно-крапельної передачі інфекції. Легенева інфекція може бути наслідком вдихання навіть однієї спори у людей, але високі концентрації інокулята частіше призводять до явного захворювання. Артроконідії (спори) C. immitis або C. posadasii осідають у кінцевих бронхіолах. У них артроконідії збільшуються, утворюючи сферули, які є круглими двостінними структурами діаметром близько 20-100 мкм. Сферули піддаються внутрішньому розподілу протягом 48-72 годин і наповнюються сотнями до тисяч ендоспор. Розрив сфер призводить до вивільнення ендоспор, які дозрівають, утворюючи нові сферули.
Деякі ендоспори поглинаються макрофагами, ініціюючи фазу гострого запалення. Якщо інфекцію не знищити під час цього процесу, нова група лімфоцитів і гістіоцитів мігрує у вогнище запалення, що призводить до утворення гранульоми з наявністю гігантських клітин. Це фаза хронічного запалення. У людей з тяжкою формою захворювання можуть утворитися як гострі, так і хронічні форми запалення.

## Клінічні прояви
У більшості пацієнтів з кокцидіоідомікозом первинне джерело знаходиться в легенях. У 60-65 % випадків ця інфекція перебігає безсимптомно.
Інкубаційний період триває 7-30 днів. Часто розвивається легке грипоподібне захворювання. Симптоми не відрізняються від інших респіраторних захворювань: гарячка, біль у горлі, кашель, головний біль, втома та плевритний біль у грудях. Розрішення зазвичай відбувається протягом кількох тижнів (хоча втома може зберігатися місяцями), і 95 % або більше пацієнтів одужують без будь-яких подальших наслідків.
Більш складні прояви, які супроводжуються гарячкою, артралгіями, вузлуватою або мультиформною еритемою та болем у грудях, зазвичай називають гарячкою долини Сан-Гоакін (або просто гарячкою Валлі) або пустельним ревматизмом.
Шкірні прояви зумовлені імунологічно індукованими реактивними висипаннями, поширенням мікроорганізмів із легенів або прямим зараженням (первинна шкірна інфекція). Вузлувата еритема є найбільш частим реактивним висипом, пов’язаним з кокцидіоїдомікозом. Вона характеризується множинними самообмеженими еритематозними болючими підшкірними вузликами зазвичай на нижніх кінцівках, які з’являються через 1-3 тижні після початкових респіраторних проявів. Також рідше спостерігається генералізована токсична екзантема та мультиформна ексудативна еритема.
При дисемінованій хворобі рівень летальності у новонароджених і немовлят значно вищий, ніж у дітей, підлітків і дорослих. Може розвинутися інфекційно-токсичний шок, особливо у літніх пацієнтів або пацієнтів з ослабленим імунітетом, що може призвести до смерті.

## Діагностика
Доступна низка діагностичних тестів із різною чутливістю та специфічністю, що робить діагностику складною. Рентгенологічні ознаки, хоч і неспецифічні, іноді демонструють зміни, які більше вказують на кокцидіоідомікоз, ніж на бактеріальну позалікарняну пневмонію.
Частим при кокцидіоідозі в клінічному аналізі крові є нормальна кількість лейкоцитів або помірний лімфоцитоз, моноцитоз та/або еозинофілія >5 % і підвищена ШОЕ.
Оскільки більшість пацієнтів одужують спонтанно, пошук кокцидіоідної інфекції не є обов'язковим, якщо у пацієнта немає імунодефіциту або ознак тяжкого прогресуючого захворювання чи дисемінації. Підтвердження діагнозу вимагає виділення мікроорганізму в культурі, ідентифікації у гістологічних зразках або серологічного дослідження.
Кокцидіоідна антигенурія була виявлена позитивною більш ніж у 70 % пацієнтів з ослабленим імунітетом, хворих на ВІЛ/СНІД або після трансплантації твердих органів. Водночас немає повідомлень про чутливість цього методу у менш скомпрометованих або імунокомпетентних пацієнтів.
Необхідна рентгенографія органів грудної клітки з подальшими візуалізаційними дослідженнями, якщо це необхідно. У хворих з підозрою на менінгіт обов'язкова люмбальна пункція.
Виявлення антитіл до кокцидіоідних антигенів використовується для встановлення діагнозу кокцидіоідомікозу та моніторингу пацієнтів, які проходять терапію. Оскільки хибнопозитивні результати зустрічаються рідко, позитивний серологічний результат, швидше за все, буде клінічно значущим у відповідних клінічних умовах. Однак негативний результат не виключає діагноз. Повторне тестування після негативного результату покращує специфічну діагностику.
Поява імуноглобуліну M (IgM) або преципітинових антитіл проти Coccidioides є найбільшим серологічним показником ранньої хвороби. IgM виявляється приблизно у половині всіх випадків протягом першого тижня та приблизно у 90 % через 3 тижні. У більшості пацієнтів вони зникають протягом 6 місяців. Проте можуть зберігатися та / або знову з'являтися за певних обставин (зокрема, хронічний порожнинний кокцидіоідомікоз або системна повторна інфекція, пов'язана з установкою вентрикулоперитонеального шунта).
Антитіла IgG стають позитивними у 85-90 % пацієнтів через 3 місяці після початку хвороби, зберігаються 6-8 місяців і зникають, коли хвороба виліковується. Однак у деяких випадках IgG може зберігатися роками. На відміну від IgM, для якого кількісне визначення є неінформативним, титр IgG корисний як кількісна міра ступеня та прогресування захворювання. Титр IgG може бути низьким або відсутнім при легкому чи безсимптомному перебігу захворювання або у пацієнтів з імунодепресією. Приблизно 95-100 % пацієнтів з титрами 1:16 або менше не мають дисемінованого захворювання. Високі титри 1:32 або вище зберігаються при тяжкій нелікованій позалегеневій або дисемінованій хворобі.
Титри кокцидіоїдної антигенемії у сироватці крові та спинномозковій рідині можна відслідковувати для моніторингу впливу лікування на захворювання та прогнозування рецидивів.
Оцінка шкірної реактивності на кокцидіоідні антигени має обмежену діагностичну корисність через низьку чутливість і таку ж специфічність в ендемічних районах. Шкірна реакція гіперчутливості сповільненого типу на кокцидіоідин є дуже специфічною для кокцидіоідної інфекції. Однак позитивний результат може не бути пов'язаним із поточним захворюванням, оскільки у більшості людей цей результат шкірного тесту залишається позитивним протягом усього життя після інфікування. Крім того, має місце низький рівень перехресної реактивності з бластомікозом і гістоплазмозом.
Результати у інфікованих осіб можуть бути хибно негативними через відсутність імунної відповіді. Анергія часто зустрічається у пацієнтів із дисемінованим захворюванням, навіть без основної імуносупресії.
Хоча шкірне тестування має важливі обмеження, коли воно використовується як процедура скринінгу нещодавніх заражень C. immitis, шкірна реактивність на кокцидіоідні антигени має епідеміологічні та прогностичні наслідки. У пацієнтів, у яких кокцидіоідомікоз діагностовано за допомогою інших тестів, результати шкірної проби, які свідчать про відсутність гіперчутливості уповільненого типу, є негативним прогностичним фактором.
Периферичні легеневі лімфатичні вузлики, вторинні по відношенню до кокцидіоідомікозу, особливо піддаються діагностиці за допомогою черезшкірної трансторакальної пункційної біопсії. Більшість черезшкірних трансторакальних пункційних біопсій виконуються під контролем КТ, що дозволяє безпосередньо контролювати голку в ураженні. Діагностичними є зразки грибкових плям, які мають сферули або культуру C. immitis. Необхідно провести цитологічне дослідження зразка, щоб виключити злоякісність ураження.
Аналіз спинномозкової рідини зазвичай виявляє лімфоцитарний плеоцитоз (підвищення кількості лімфоцитів відносно норми до 10 лімфоцитів в 1 мкл рідини) із підвищеним рівнем білка та гіпоглікорахією. У 70 % пацієнтів кокцидіоідний менінгіт пов'язаний з еозинофілами в спинномозковій рідині. Кокцидіоідомікоз є найпоширенішою причиною еозинофільного плеоцитозу в Сполучених Штатах. Діагностиці допомагає виявлення комплементзв'язуючих антитіл у спинномозковій рідині. Кокцидіоідний менінгіт уражає переважно мозкову оболону на основі мозку.
Знахідка підвищених титрів антитіл у спинномозковій рідині підтверджує діагноз кокцидіоідного менінгіту. IgG є у 90 % пацієнтів з кокцидіоідним менінгітом. Підвищені титри можна також спостерігати при ізольованому епідуральному кокцидіоідному ураженні, але в цій ситуації підвищується лише значення загального білка в спинномозковій рідині.
Хибнопозитивні титри простежуються рідко, але можуть бути у пацієнтів з дуже високими титрами антитіл у сироватці крові та без ураження мозкових оболон.
Бронхоскопія є необхідною діагностичною процедурою при підозрі на кокцидіоідомікоз, якщо результати інших досліджень не є переконливими.
Периферичні солітарні легеневі вузлики особливо піддаються діагностиці за допомогою черезшкірної трансторакальної пункційної біопсії. Більшість таких біопсій виконуються під контролем комп'ютерної томографії, що дозволяє безпосередньо візуалізувати голку в місці ураження. Діагностичними є зразки, в яких є сферули або з яких отримано культуру C. immitis. Необхідно провести цитологічне дослідження зразка, щоб виключити злоякісність ураження.
Закрита біопсія плеври може бути діагностичною у пацієнтів з кокцидіоідним плевральним випотом. Діагностичною є ідентифікація сфер, які інфільтрують плевру. Культивування зразків плевральної біопсії має найвищий вихід із виділенням C. immitis у всіх випадках. Типовий плевральний випіт ексудативний і лімфоцитарний з помірною еозинофілією. Посів плевральної рідини має низьку результативність із виділенням C. immitis менш ніж у 20 % пацієнтів.
Хірургічна біопсія може знадобитися, якщо діагноз неможливо встановити за допомогою вищезазначених методів. Така біопсія найкраще підходить для взяття зразків лімфатичних вузлів або паренхіматозного захворювання легень. Шийна медіастиноскопія може дати доступ до більшості лімфатичних вузлів середостіння, а відеоторакоскопія може бути використана для отримання паренхіми легень.
Аспірат синовіальної рідини може знадобитися для документування кокцидіоїдної дисемінації в суглоб.

## Лікування

### Загальні заходи
У більшості пацієнтів, інфікованих Coccidioides, хвороба перебігає безсимптомно або є прояви, які минають самостійно. Це потребує переважно лише підтримувальної терапії. Необхідність госпіталізації хворих на кокцидіоідомікоз обумовлена тяжкістю хвороби і не відрізняється від пацієнтів з будь-якими іншими респіраторними захворюваннями. Пероральна терапія досить ефективна, тому більшість хворих можна лікувати в амбулаторних умовах. Пацієнти зазвичай звертаються за медичною допомогою через респіраторні або системні прояви. Лікування їх залежить від клінічного синдрому.
Перед початком етіотропного лікування кокцидіоїдомікозу лікарю необхідно відповісти на три питання:
1. Чи потрібне таке лікування?
2. Якщо протигрибкова терапія буде корисною, які засоби підійдуть?
3. Чи необхідне хірургічне втручання для санації та реконструкції деструктивних уражень?

У процесі прийняття рішення значна увага приділяється тяжкості хвороби, факторам ризику розповсюдження, будь-яким тяжким супутнім захворюванням і наявності титру IgG принаймні 1:32.
Зазвичай використовуються такі показники для оцінки тяжкості захворювання:
- Безперервна гарячка більше 1 місяця.
- Втрата маси тіла більше ніж на 10 %.
- Інтенсивна нічна пітливість, яка триває більше 3 тижнів.
- Інфільтрати, які охоплюють більше половини однієї легені або частини обох легень.
- Виражена або стійка аденопатія пригрудкової залози.
- Антикокцидіоїдна фіксація комплементу з титрами IgG 1:16 або вище.
- Відсутність дермальної гіперчутливості до кокцидіоїдних антигенів.
- Нездатність до роботи.
- Клінічні прояви, які зберігаються більше 2 місяців.

Фактори ризику генералізації, за наявності яких слід розпочати лікування:
- Первинне інфікування в дитинстві.
- Первинне інфікування під час вагітності, особливо в третьому триместрі або відразу після пологів.
- Імуносупресія.
- Хронічне виснаження або основне захворювання, включаючи цукровий діабет або серцево-легеневе захворювання.
- Висока доза збудника.
- Певні етнічні групи, як-от філіппінці, африканці чи латиноамериканці.
- Вік більше 55 років.

Цілями лікування є зникнення збудника, зниження титру антитіл, відновлення функції уражених органів і запобігання рецидиву.

### Протигрибкові препарати
Якщо вибрано цей напрямок лікування, то доступні кілька ліків. Амфотерицин В з 1957 року залишається препаратом вибору при тяжких формах хвороби. Зазвичай він використовується при погіршенні перебігу захворювання або уражень життєво важливих органів, таких як хребет. Його можна вводити як у класичній формі дезоксихолату амфотерицину В, так і у вигляді ліпідної форми.
Введення азолів є революційною терапією кокцидіоїдомікозу, і ці засоби, як правило, є першою лінією терапії. Однак жодний з азолів не є безпечним для використання при вагітності та грудному вигодовуванні, оскільки вони показали тератогенність у дослідженнях на тваринах.
З азолів кетоконазол спочатку він використовувався для тривалого лікування неменінгеальних позалегеневих захворювань, його замінили більш потужні та менш токсичні триазоли (флуконазол та ітраконазол).
Ітраконазол (400 мг/добу) має таку ж ефективність, як і флуконазол, у лікуванні неменінгеальних інфекцій і має таку саму частоту рецидивів після припинення терапії. Однак ітраконазол, здається, ефективніший при ураженнях скелета, тоді як флуконазол ефективніший при ураженнях легень і м'яких тканин. Рівні ітраконазолу в сироватці крові зазвичай визначають на початку довгострокової терапії, оскільки його всмоктування іноді є непостійним і непередбачуваним.
Дозування варіюються, але зазвичай такі:
- Амфотерицину В дезоксихолат — 0,5-1,5 мг/кг/добу в/в.
- Ліпідні препарати амфотерицину В — 2-5 мг/кг/добу в/в.
- Кетоконазол — 400 мг/добу всередину.
- Ітраконазол — по 200 мг 2-3 рази/добу всередину.
- Флуконазол — 400—800 мг/добу всередину або внутрішньовенно.

Для пацієнтів, які не реагують на флуконазол, варіанти обмежені. Є свідчення про певну ефективність позаконазолу, вориконазолу та каспофунгіну. У дуже тяжких випадках комбінована терапія з амфотерицином B та азолом передбачається.
Тривалість терапії диктується клінічним перебігом хвороби, але вона повинна бути не коротшою ніж 6 місяців у всіх пацієнтів, а часто триває рік або довше. Оцінка успішності терапії ґрунтується на основі комбінації регресії клінічних проявів та рентгенографічних порушень, змін у титрах IgG. Імунокомпромізовані пацієнти потребують лікування протягом усього життя.
Ускладнення, пов’язані з прийомом протигрибкових препаратів:
- Амфотерицин - токсичність для нирок, для кісткового мозку, місцеві системні ефекти (гарячка, озноб).
- Азоли - порушення функції печінки.

### Лікування залежно від форми хвороби

#### Легеневі ураження
Протигрибкова терапія безсимптомних легеневих вузликів зазвичай не рекомендована імунокомпетентним пацієнтам. Більшість таких уражень не потребують подальшого обстеження та лікування, особливо якщо вони залишаються незмінними на серійному зображенні протягом 2 або більше років. Якщо вузлик починає збільшуватися, вимірюючи рівень кокцидіальних сироваткових антитіл, щоб визначити, чи захворювання стало активним, що вимагає терапії. Резекція показана, якщо діагноз не встановлений і є підозра на злоякісність.
Спочатку лікування пацієнтів з дифузним захворюванням легень (тобто міліарними або ретикулонодулярними інфільтратами) проводиться амфотерицином В або високими дозами флуконазолу протягом кількох тижнів, доки не спостерігатимуться певні ознаки покращення. При швидкому погіршенні або вираженій гіпоксії амфотерицин В використовують частіше. Після появи чітких ознак покращення терапію можна змінити на пероральний азол для завершення тривалого курсу протигрибкової терапії. Оскільки ці пацієнти часто мають ослаблений імунітет, загальна тривалість терапії має становити щонайменше 1 рік, при цьому вторинна профілактика може тривати необмежений час для підгруп пацієнтів із тяжким імунодефіцитом.
Необхідно спостерігати за безсимптомними легеневими порожнинами (кавернами), оскільки багато з них минають самостійно. Для підтвердження стабільності можна виконати серійне КТ чи МРТ зображення. Каверни слід резектувати, якщо вони все ще виявляються протягом 2 років, якщо вони збільшуються або якщо вони прилягають до плеври.
Хворі із симптомами (наприклад, кровохаркання або біль) або збільшенням розміру каверн можуть реагувати на терапію пероральними азолами або пероральну антибактеріальну терапію, якщо присутня бактеріальна суперінфекція. Однак після припинення терапії симптоми можуть з’явитися знову, а каверна зазвичай не розсмоктується після протигрибкової терапії. Розірвані каверни (ускладнення некротизуючої кокцидіоїдної пневмонії) часто проявляються як гідропневмоторакс або емпієма. Дренаж їх та протигрибкова терапія (азоли або амфотерицин B) рекомендуються в очікуванні можливої хірургічної резекції. Хірургічне видалення каверн зазвичай проводиться після 4 тижнів лікування амфотерицином B.
Пацієнти з хронічною прогресуючою фібро-кавернозною пневмонією повинні негайно розпочати протигрибкову терапію пероральним азолом і продовжувати її щонайменше 1 рік. Флуконазол у дозі 400 мг/добу та ітраконазол у дозі 200 мг двічі на добу виявляються еквівалентними за ефективністю, але більшість пацієнтів демонструють кращу відповідь на ітраконазол, що стає очевидним через 12 місяців терапії.
Дози слід збільшити або спробувати інший азол, якщо необхідно, щоб отримати максимальну відповідь. Амфотерицин В є альтернативним лікуванням, якщо немає відповіді. Хірургічна резекція є варіантом, призначеним для пацієнтів з рефрактерною формою. Хірургічне втручання у пацієнтів із хронічним легеневим кокцидіоідомікозом не є однаково ефективним і може призвести до серйозних ускладнень. Потенційні ускладнення операції включають розвиток післяопераційної бронхоплевральної нориці та утворення післяопераційної порожнини.
Хірургічні показання включають:
- Стійке або масивне кровохаркання.
- Збільшення каверн (>5 см) поруч із вісцеральною плевральною порожниною з високим ризиком розриву.
- Спонтанний пневмоторакс зі стійким колапсом легені.
- Дренаж емпієми не піддається трубковому дренажу грудної клітки.
- Закриття бронхоплевральної нориці.
- Розширення легенів обмежене залишковим захворюванням плеври.

Обмеження до хірургічного лікування включають:
- Висока частота ускладнень із закриттям бронхоплевральної нориці (30%).
- Повторне захворювання (утворення нових каверн) у 18%.
- Зменшення післяопераційного ризику при передопераційній терапії амфотерицином B, але досвід терапії азолами невідомий.

#### Дисемінований позалегеневий кокцидіоідомікоз
Всі пацієнти з дисемінованим позалегеневим кокцидіоідомікозом без менінгіту потребують тривалого протигрибкового лікування. У такій ситуації терапія може бути розпочата з пероральних азолів, якщо хвороба не прогресує швидко або при певній локалізації (наприклад, у хребті). Альтернативною терапією при цьому є використання амфотерицину В.
Деякі дослідники пропонують почати терапію амфотерицином В, доки не буде зафіксовано значне покращення клінічних, рентгенографічних і лабораторних тестів, з подальшим завершенням протигрибкової терапії пероральним азолом. Флуконазол та ітраконазол є найбільш часто використовуваними азолами в дозах від 400-2000 мг/добу для флуконазолу та до 800 мг/добу для ітраконазолу.
У пацієнтів, яким потрібна терапія амфотерицином B, але мають побічні дії, слід розглянути ліпідні форми амфотерицину B, які показали ефективність на тваринах, хоча жодні клінічні випробування на людях не оцінювали їхню ефективність. Повідомлялося про комбіновану терапію амфотерицином В та азолом, але жодні клінічні випробування не продемонстрували її перевагу над лікуванням одним препаратом, а також повідомлялося про антагонізм комбінованої терапії для інших грибкових хвороб.

#### Ураження хребців і кісток
Ураження хребців також може вимагати хірургічного втручання та стабілізації. Хірургічна операція показана для санації або дренування випоту чи абсцесу. Ураження кісток і суглобів розглядають як дисемінований кокцидіоідомікоз, хоча вважається, що ітраконазол діє краще, ніж флуконазол, при захворюваннях кісток. У пацієнтів із хронічним остеомієлітом часто необхідне дренування секвестру в кістках і обробка прилеглих м'яких тканин із гноєм. Ураження суглоба можна лікувати за допомогою розрізу та дренування, хоча іноді потрібні синовектомія (synovectomy) та артродез. Може знадобитися іммобілізація уражених кінцівок.
Користь зрошення та місцевої інстиляції амфотерицину B у суглоби, порожнини або абсцеси, уражені кокцидіями, суперечлива, і чітких даних, які підтверджують цю практику, немає.

#### Септичний шок
Лікування септичного шоку, пов’язаного з кокцидіоідомікозом, базується на застосуванні протигрибкової терапії та відповідних реанімаційних і підтримуючих заходах. Однак такий шок має поганий прогноз.

#### Кокцидіоідний менінгіт
Хоча хворих із підозрою на кокцидіоідний менінгіт можна адекватно лікувати в амбулаторних умовах, госпіталізація допомагає швидко підтвердити діагноз і якнайраніше розпочати терапію.
Флуконазол можна застосовувати для лікування менінгіту легкого та середнього ступеня тяжкості та, іноді, такого менінгіту, який загрожує життю, у пацієнтів, які не приймають амфотерицин В або мають протипоказання до його застосування. Завдяки чудовому проникненню в спинномозкову рідину флуконазол став препаратом вибору для тривалої терапії криптококового менінгіту. Рекомендації Товариства інфекціоністів Америки від 2016 року рекомендують саме флуконазол як початкову терапію цього менінгіту.
Звичайна доза флуконазолу становить 400 мг/добу, але багато лікарів починають з 800 або 1000 мг/добу. Ітраконазол 400-600 мг/добу забезпечує порівнянну ефективність. Якщо терапія азолом зумовлює відповідь, лікування продовжують на невизначений термін, оскільки воно є супресивним, а не лікувальним, і рівень рецидивів високий.
Деякі лікарі починають інтратекально вводити амфотерицин B разом з азолом, тоді як інші використовують амфотерицин B для випадків, коли азоли неефективні. Оптимальна доза та тривалість введення інтратекально амфотерицину ще не визначені. Внутрішньовенна доза коливається від 0,5-1,5 мг/кг/добу в 5% розчині глюкози протягом 2-6 годин; інтратекальна доза, яка вводиться через цистернальну ін’єкцію, становить 0,01-1,5 мг/дозу, що вводиться з інтервалами в діапазоні від щоденних кожні 48 годин до одного разу на тиждень. Головний біль, нудота та гарячка починаються приблизно через 30 хвилин після ін’єкції та можуть тривати годинами. Ці ін’єкції продовжують до появи ознак непереносимості, включаючи блювання, прострацію та пов’язані з дозою зміни психічного стану. Кортикостероїди додають до ін’єкції амфотерицину, щоб зменшити ці пов’язані з препаратом прояви запалення.
Альтернативою є безперервна інфузія амфотерицину B, яка проводиться через програмований насос, імплантований у черевну стінку та підключений до цистернального субарахноїдального простору. Ліпосомальний ліпідний амфотерицин має меншу нефротоксичність, ніж препарат дезоксихолату.
Для лікування ускладнень менінгіту (зокрема, гідроцефалії) можуть знадобитися вентрикулярні перитонеальні шунти. За відсутності блокади ліквору може знадобитися попереково-перитонеальне шунтування.

### Лікування пацієнтів високого ризику
Кокцидіоідомікоз в осіб з ослабленим імунітетом і окремих груп імунокомпетентних осіб має більш агресивний перебіг, ніж в інших групах. До них відносяться вагітні жінки, реципієнти трансплантованих органів і пацієнти з ВІЛ-інфекцією. Пацієнти, які отримують імуносупресори для хіміотерапії раку або аутоімунних захворювань, або пацієнти, які довгостроково приймають кортикостероїди, також мають підвищений ризик. Дисемінована легенева хвороба зустрічається у 40% осіб з ослабленим імунітетом.
Незважаючи на те, що реактивність шкіри на кокцидіоідні антигени може бути знижена, серологічна відповідь у всіх пацієнтів, за винятком тих, які мають найбільш глибокий імунодефіцит, залишається незмінною.
Прояви сепсису, респіраторний дистрес-синдром, тяжкі гіпоксемія або пневмонія як прояви гострого або генералізованого кокцидіоідомікозу  є показаннями до стаціонарного лікування. Кокцидіоідомікоз, який вимагає хірургічного втручання, краще лікувати в стаціонарних умовах. Рефрактерні випадки, які потребують внутрішньовенного введення амфотерицину В, також вимагають госпіталізації; однак, як тільки стан пацієнта стабілізується, його можна лікувати амбулаторно.

#### Вагітні жінки
Вагітність є фактором ризику дисемінованого кокцидіоідомікозу через зміни імунітету Т-клітин, вироблення цитокінів і гормональні зміни. Рівень дисемінації та летальності зростає на пізніх термінах вагітності, особливо в третьому триместрі.
Вагітні жінки, у яких розвивається кокцидіоідомікоз і які мають вузлувату еритему, вкрай малоймовірно матимуть негативний результат у діагностиці. У жінок, у яких була ця хвороба до вагітності, не часто розвивається рецидив під час вагітності.
Раніше рекомендувалося здійснювати аборти у вагітних через вірулентну природу кокцидіоідомікозу у цій категорії пацієнтів. Однак останні огляди кокцидіоїдомікозу при вагітності дійшли висновку, що хоча захворювання може ускладнити вагітність, відповідні заходи призвели до задовільних результатів для матері та дитини, що дозволяє припустити, що аборт не повинен бути рекомендований.

#### Реципієнти трансплантатів
Імуносупресивна терапія, яку потребують реципієнти трансплантатів, підвищує ризик кокцидіоідомікозу в реципієнтів трансплантованих твердих органів в ендемічній зоні на 5,7%.
У пацієнтів з позитивним анамнезом захворювання може відбутися реактивація або вони здатні знову заразитися від донорського органу чи з довкілля. Поширення відбувається на 25% частіше і швидше. Раніше вилікувані інфекції реактивуються зі швидкістю приблизно 10% на рік. Наявність кокцидіоідомікозу анамнестично не є протипоказанням до трансплантації.
Чіткого консенсусу щодо профілактики не досягнуто. Багато лікарів ратують за довічну профілактику, у цьому випадку слід враховувати ризики виникнення резистентності та побічних ефектів терапії азолом. Флуконазол є найбільш часто використовуваним азолом.
Особливу увагу слід приділяти хворим з термінальною стадією захворювання печінки або алкогольною хворобою печінки та тим особам, які отримують терапію преднізолоном, оскільки для них ризик вищий, а діагностика ускладнена, тому що кокцидіоідомікоз імітує основне захворювання. Усі пацієнти повинні  пройти серологічні дослідження та рентгенографію органів грудної клітки. Ці тести слід повторити в день трансплантації та повторювати щороку. Всі такі пацієнти мають пройти огляд у інфекціоніста.
Якщо діагноз кокцидіоїдомікозу встановлено під час попереднього обстеження, лікування рекомендовано протягом року або більше, а трансплантацію слід відкласти до зникнення проявів кокцидіоїдомікозу. Після цього необхідно продовжувати довічну протигрибкову терапію.
У посттрансплантаційному періоді найчастіше кокцидіоідомікоз виникає внаслідок реактивації попереднього захворювання. Первинне захворювання також може виникнути, однак, зазвичай протягом 6-12 місяців після трансплантації, що є періодом найбільш інтенсивної медикаментозної профілактики відторгнення. Лікувати слід протягом 1 року або триваліше й продовжувати впродовж тривалості імуносупресії.
Історія донора така ж важлива, як й історія реципієнта, але не завжди доступна. Є свідчення, що існує можливість передачі кокцидіоідомікозу від донорських нирок, печінки та особливо легенів. Однак отримання органу від раніше інфікованого донора не завжди призводить до активної хвороби. Тим не менш, кокцидіоідемія мала місце, а результати розтину виявили мікроабсцеси в кількох органах.

#### У ВІЛ-інфікованих
У відповідних географічних умовах кокцидіоідомікоз є найпоширенішою опортуністичною інфекцією у пацієнтів з ураженням ВІЛ. Виявлення кокцидіоідомікозу може призвести до діагностики ВІЛ-інфекції або хвороба може проявлятися, якщо кількість CD4+ падає до низьких рівнів. Описано коінфекцію кокцидіоідомікозу та туберкульозу.
Запровадження антиретровірусної терапії призвело до зниження показників захворюваності на кокцидіоідомікоз. Хворі, які отримують таку терапію, мають вищий рівень CD4+ і невизначуваний рівень РНК ВІЛ, то, як правило, мають легше захворювання.
Первинна профілактика у ВІЛ-інфікованих пацієнтів в ендемічних районах не рекомендована в плановому порядку. Лікування активного захворювання таке ж, як і в інших пацієнтів; однак, якщо кількість CD4+ клітин менше 250/мкл, протигрибкову терапію слід продовжувати, доки кількість не відновиться вище цього показника. Невизначено довго слід застосовувати супресивну терапію після активного захворювання (тобто вторинну профілактику) пероральним ітраконазолом (200 мг двічі на день) або флуконазолом (400 мг щодня), незалежно від кількості CD4+ клітин.

#### Пацієнти, яким проводиться терапія фактором некрозу пухлин
Хоча біологічні препарати, які використовуються для лікування ревматоїдного артриту та інших аутоімунних захворювань з метою пригнічення фактору некрозу пухлин, зазвичай пов’язані з реактивацією туберкульозу та гістоплазмозу, дослідження показало, що у більше 90% таких пацієнтів, які отримували препарат моноклональних антитіл інфліксімаб, розвинувся кокцидіоідомікоз під час такого лікування. З них у третини розвинулася генералізована хвороба. Враховуючи високий ризик розвитку кокцидіоідомікозу, перед початком терапії інфліксімабом слід розглянути емпіричну терапію кокцидіоідомікозу, якщо серологічні результати позитивні.

#### Пацієнти літнього віку
Особи похилого віку мають підвищений ризик генералізованої хвороби та дифузного прогресуючого захворювання легень, але не через сам вік. Рівень летальності у пацієнтів старше 65 років підвищується. Однак стан імунної системи є найважливішим фактором поширення кокцидіоідомікозу більше ніж вік.

## Профілактика
Особи, які живуть в ендемічних районах або подорожують до них, повинні знати, що ризик зараження пов’язаний із дрібними частками ґрунту і пилом, які можуть утворитися навколо будівельних майданчиків або під час пилових бур. Професійний ризик є найвищим серед людей, які контактують з ґрунтом та пилом, таких як садівники, сільськогосподарські робітники, будівельники та особи, залучені до археологічних розкопок. Певний захист можна забезпечити за допомогою добре підігнаної пилозахисної маски, але вона не завжди практична чи доступна.
Лабораторний персонал у мікробіологічних лабораторіях має вживати адекватних запобіжних заходів під час роботи з культурами з можливим зростанням Coccidioides immitis.
Для пацієнтів із трансплантацією органів і кокцидіоідомікозом в анамнезі запропоновано протигрибкове лікування під час приживлення трансплантата, хоча офіційних рекомендацій не існує.
Станом на 2024 рік вакцини для профілактики кокцидіоїдомікозу у людей не використовуються. Вакцина, отримана з убитих сферул, виявилася ефективною для тварин, але не захищає людей.
Поверхневі антигени багатьох видів Coccidioides були досліджені на предмет їхньої здатності стимулювати захисну Т-клітинну імунну відповідь. Методи рекомбінації ДНК для розробки вакцин з використанням багатих на пролін та інші антигени зі сфери Coccidioides видаються багатообіцяючими.